# Flugunfall der Aviaco auf Menorca 1959
Der Flugunfall der Aviaco auf Menorca 1959 ereignete sich am 13. März 1959. An diesem Tag stürzte eine Bristol 170 der Aviaco, mit der ein Inlandslinienflug von Palma de Mallorca nach Menorca durchgeführt wurde, kurz vor der Landung auf dem Flughafen Menorca nach einem Kontrollverlust ab, wobei von 18 Insassen ein Passagier starb.

## Maschine
Das eingesetzte Flugzeug war eine Bristol 170 Freighter 21 aus britischer Produktion, die 1947 endmontiert wurde. Sie hatte die Werknummer 12776. Die Maschine trug zunächst das britische Kennzeichen G-AIFP des Herstellers, wurde am 1. Mai 1948 an die Aviaco ausgeliefert und mit dem Luftfahrzeugkennzeichen EC-ADH zugelassen. Das zweimotorige propellerbetriebene Fracht- und Passagierflugzeug war mit zwei 14-Zylinder-Sternmotoren des Typs Bristol Hercules 734 mit je 1.980 PS (1.456 kW) ausgestattet.

## Besatzung
Den Flug hatten 15 Passagiere angetreten. Es befand sich eine dreiköpfige Besatzung an Bord, bestehend aus einem Kapitän, einem Ersten Offizier und einem Flugingenieur. Auf dem Regionalflug waren keine Flugbegleiter vorgesehen.

## Unfallhergang
Der Unfall ereignete sich um 9:02 Uhr Ortszeit. Die Maschine befand sich im Anflug auf den Zielflughafen und in einer Höhe von 120 Metern, als die Piloten die Auftriebshilfen für die Landung ausfuhren. Die Maschine rollte daraufhin nach rechts und schlug 500 Meter vor der Landebahnschwelle auf. Die Maschine wurde völlig zerstört und ein Passagier kam ums Leben. Die übrigen 17 Insassen der Maschine wurden verletzt. 

## Ursache
Als Unfallursache wurde eine starke Windböe beziehungsweise ein Fallwind angenommen, welcher die Maschine im Endanflug zu Boden drückte.